# Sphaerulina
Sphaerulina es un género de foraminífero bentónico de la subfamilia Staffellinae, de la familia Staffellidae, de la superfamilia Fusulinoidea, del suborden Fusulinina y del orden Fusulinida. Su especie tipo es Sphaerulina crassispira. Su rango cronoestratigráfico abarca desde el Viseense (Carbonífero inferior) hasta el Lopingiense (Pérmico superior).

## Discusión
Clasificaciones más recientes incluyen Sphaerulina en la superfamilia Staffelloidea, y en la subclase Fusulinana de la clase Fusulinata.

## Clasificación
Sphaerulina incluye a las siguientes especies:
- Sphaerulina akudensis †
- Sphaerulina canaliculata †
- Sphaerulina caucasica †
- Sphaerulina compacta †
- Sphaerulina crassispira †
  - Sphaerulina crassispira japonica †
- Sphaerulina croatica †
- Sphaerulina ellipsoidalis †
- Sphaerulina hunanica †
- Sphaerulina impressa †
- Sphaerulina iranensis †
- Sphaerulina jianyouensis †
- Sphaerulina leshanica †
- Sphaerulina ogbinensis †
- Sphaerulina qixiaensis †
- Sphaerulina sphaerica †
- Sphaerulina sphaeroides †
- Sphaerulina subrotunda †
- Sphaerulina zisongzhengensis †

Otra especie considerada en Sphaerulina es:
- Sphaerulina volgensis †, de posición genérica incierta